# Philippe Bouvier
Philippe Guillaume François Bouvier (Leuven, 3 oktober 1816 - Rouvroy, 18 september 1885), ook genaamd Bouvier-Evenepoel, was een Belgisch advocaat en volksvertegenwoordiger.

## Levensloop
Hij was de zoon van olieslager Willem Bouvier en van Marie-Thérèse Everard. Hij trouwde met Henriette Evenepoel.
In 1847 werd hij advocaat in Brussel en bleef dit beroep uitoefenen tot aan zijn dood.
In 1863 werd hij verkozen tot liberaal volksvertegenwoordiger voor het arrondissement Virton en zetelde tot in 1872. Hij werd opnieuw verkozen in 1880 en behield ditmaal het mandaat tot in 1885.
Hij was bestuurder van de Chemins de Fer Belges de la Jonction de l'Est.